# Collectif 50/50
Le collectif 50/50 (ou collectif 5050 pour 2020) est une association française dont le but est de promouvoir l’égalité des femmes et des hommes et la diversité sexuelle et de genre dans le cinéma et l’audiovisuel. Il s’appuie pour cela sur des études chiffrées, concernant notamment les inégalités salariales ou la proportion de femmes dans les métiers de la production cinématographique.
Créé en février 2018 à l’initiative de l'association féministe Le Deuxième regard et d’une quinzaine de réalisatrices, productrices et distributrices, le collectif est également à l'origine des Assises sur la parité, l’égalité et la diversité dans le cinéma et des États généraux contre le harcèlement et les violences sexuelles. Il porte trois chartes d'engagement pour la parité, la diversité et l'inclusion qui sont signées par plus de 150 festivals, les principales organisations professionnelles et par une quarantaine d'entreprises d’édition-distribution de films et d’exploitation cinématographique. En 2019, le collectif met en ligne la Bible 50/50, un annuaire des professionnels du cinéma et de l'audiovisuel listant les profils trop peu visibles.
À sa création, il rassemble 300 professionnels, dont Jacques Audiard, Virginie Despentes, Marina Foïs, Céline Sciamma, Rebecca Zlotowski. Il en compte 1 500 en fin d'année 2019. Il est co-présidé par Julie Billy, Sandrine Brauer et Laurence Lascary jusqu'en 2022, puis par Séraphine Angoula, Clémentine Charlemaine, Margaux Lorier et Lahoucine Grimich

## Historique

### Création du collectif

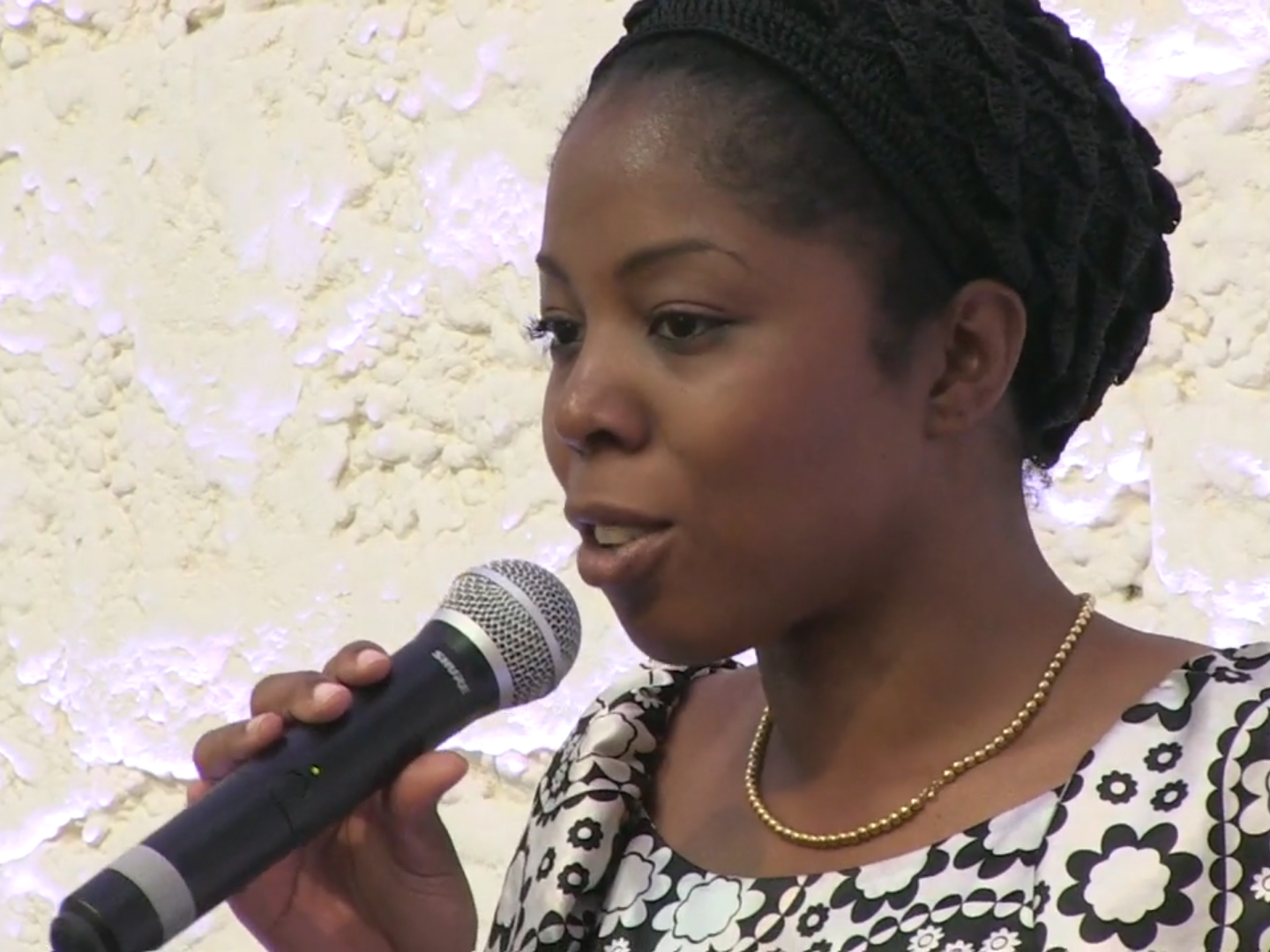
La productrice Laurence Lascary, co-présidente du Collectif 50/50 jusqu'en 2022.

L'association Le Deuxième Regard est créée en 2013 par Delphyne Besse et Bérénice Vincent, exportatrices et Julie Billy, productrice. Ce réseau de professionnelles du cinéma mène des actions visant à bousculer les stéréotypes de genre (notamment par l'organisation d'avant-premières,) et est à l’origine de la « Charte de l'égalité dans le secteur du cinéma ». Pour ouvrir le mouvement, les fondatrices du Deuxième Regard se tournent vers les réalisatrices Céline Sciamma, Rebecca Zlotowski et les productrices Judith Nora et Priscilla Bertin.
Rapidement, une première réunion est organisée en janvier 2018, rassemblant les sept fondatrices et une quarantaine de personnes, dont Tonie Marshall, Caroline Benjo, Adèle Haenel, Bénédicte Couvreur, Iris Brey, Stéphanie Gavardin.

C’est le 2 mars 2018, à l’occasion des César du cinéma et parallèlement à l'opération #MaintenantOnAgit, que le collectif se lance en appelant à créer un collectif mixte sous le nom de « Collectif 50/50 pour 2020 ». Il avance trois arguments : 

« Nous pensons que la parité réduit les rapports de force. Nous pensons que la diversité change en profondeur les représentations. Nous pensons qu’il faut saisir cette opportunité de travailler à l’égalité et la diversité parce que nous avons la certitude qu’ouvrir le champ du pouvoir favorisera en profondeur le renouvellement de la création. »

Marqué par la volonté de « mener la bataille des chiffres », il publie en même temps deux études sur la parité dans la réalisation et dans le palmarès des César.
Il est rapidement rejoint par 300 personnalités du secteur dont les cinéastes Jacques Audiard, Virginie Despentes, les acteurs et actrices Pierre Deladonchamps, Adèle Haenel, Léa Seydoux et Marina Foïs, les productrices Marie-Ange Luciani et Caroline Benjo, ainsi que des distributeurs, scénaristes et autres professionnels du cinéma comme l'agente artistique Élisabeth Tanner,,.

### Premières actions

#### Montée des marches et première charte

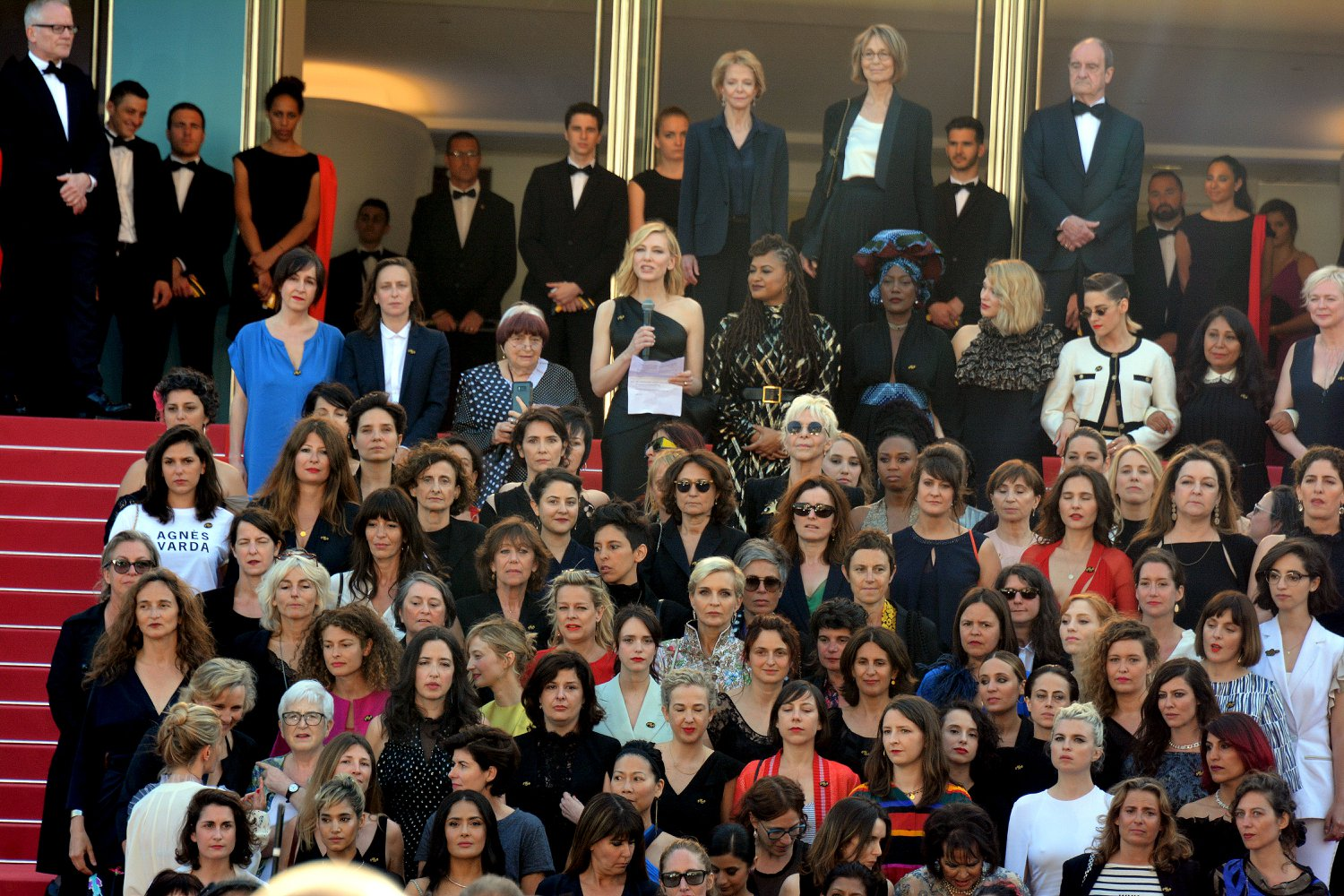
La montée des marches exclusivement féminine du festival de Cannes 2018.

Le Collectif 50/50 mène ses premières actions lors de l’édition 2018 du festival de Cannes en rassemblant 82 femmes sur les marches, pour dénoncer « le plafond de verre » dans le monde du cinéma. 82 était alors le nombre de réalisatrices retenues en compétition pour la Palme d'or depuis la première édition en 1946, contre 1 688 hommes.
Dans le même temps, le collectif publie une nouvelle étude sur la place des femmes dans la compétition du festival et lance la « charte pour la parité et la diversité dans les festivals de cinéma » avec la signature des trois festivals de la Croisette. Dans les mois qui suivent, la charte est paraphée par les directions de la Mostra de Venise, du festival d'Annecy, de Toronto et de la Berlinale.
Il est à l'origine avec la fondation Time's Up de la montée des marches exclusivement féminine organisée avant la projection de Les Filles du soleil d'Eva Husson, la première des trois femmes en lice pour la Palme d'or cette année là,,.
Quatre-vingt-deux femmes, dont Cate Blanchett, la présidente du jury et Agnès Varda, lauréate de la Palme d'honneur en 2015 réclament « l'égalité salariale » dans le cinéma,. Dans leur discours, elles mettent au défi les gouvernements et les pouvoirs publics « pour appliquer les lois sur l'égalité salariale, […] pour organiser activement la parité et la transparence dans les instances de décision ». Le nombre fait référence à celui des films réalisés par des femmes invités à concourir en sélection officielle depuis la première édition du festival en 1946.

#### Premières assises et mesures phares
Au mois de septembre 2018, le collectif organise avec le Centre national du cinéma et de l'image animée (CNC) et le ministère de la Culture les premières Assises pour la parité, l'égalité et la diversité. Elles sont marquées par l'annonce par Françoise Nyssen de six mesures concrètes pour favoriser l'égalité entre les femmes et les hommes dans le cinéma dont la création du bonus du CNC qui entre en vigueur en janvier l'année suivante.
Le 11 décembre, l’association Le Deuxième Regard est renommée en Collectif 50/50. Le collectif est coprésidé par Delphyne Besse, Julie Billy et Laurence Lascary et compte une quinzaine de personnes dans son conseil d'administration selon Sandrine Brauer,,,. Ses premières actions sont remarquées et il reçoit en janvier le Trophée de la personnalité de l'année 2018 lors des 26e Trophées du Film français. Le prix est décerné par les lecteurs et internautes du magazine.
En juin 2019, le collectif participe aux troisièmes Rencontres internationales des femmes dans l’animation à Annecy et y présente son étude sur la place des femmes dans l’animation.
En novembre, les secondes assises voient les signatures de deux nouvelles chartes pour l’inclusion « dans le cinéma et l’audiovisuel » et « dans les sociétés d'édition-distribution de films et d'exploitation cinématographique », la publication de la Bible 50/50, annuaire des professionnels du cinéma et de l'audiovisuel et le lancement d'un appel à la création d’États généraux,.
En fin d'année 2019, le collectif compte 1 500 membres.
En mars 2020, le collectif est à l'initiative des États généraux contre le harcèlement et les violences sexuelles.

### Crise à la suite d'une présomption d'agression sexuelle en 2022
À la suite d'une plainte pour agression sexuelle déposée par la comédienne Nadège Beausson-Diagne contre la productrice Juliette Favreul, l’une des membres du conseil d’administration, le collectif traverse en avril 2022 une crise qui entraîne la démission du conseil d'administration au cours d'une assemblée générale très mouvementée. Juliette Favreul est immédiatement mise en retrait et suspendue de toutes ses activités au sein du collectif.
Les faits se seraient produits le 11 mars 2022, dans un appartement d’un membre de l’association, dans le 11e arrondissement de Paris, au cours d'une soirée réunissant plusieurs membres du collectif. Dans sa plainte, déposée le 12 mars au matin, Nadège Beausson-Diagne relate avoir subi une agression sexuelle de la part de Juliette Favreul.
L'ensemble du conseil d'administration démissionne le mercredi 27 avril 2022,.
Après un an de procédure, Juliette Favreul est relaxée le 23 mai 2023 par le tribunal judiciaire de Paris.

### Renouvellement du conseil d'administration
Le Collectif 50/50 élit des nouveaux bureau et conseil d'administration le 7 juin 2022. Ils sont composés de « personnalités de l’ombre du cinéma ». L'association est coprésidée par Séraphine Angoula, consultante en stratégie de développement, Clémentine Charlemaine, déléguée générale de l'association Cinéma pour tous et la productrice Margaux Lorier.

## Les chartes d'engagement
Le collectif est à l'origine de trois chartes d'engagement.

### Charte pour la parité et la diversité dans les festivals de cinéma
Les festivals signataires s'engagent à fournir des statistiques genrées, en particulier sur le nombre de films soumis à sélection, de publier la liste des membres des comités de sélection et programmateurs et enfin de s'engager sur un calendrier de transformation des instances dirigeantes pour parvenir à la parfaite parité. Thierry Frémaux, Paolo Moretti et Charles Tesson pour le Festival de Cannes, la Quinzaine des réalisateurs et la Semaine de la critique, sont les premiers signataires de la charte en mai 2018,.
En décembre 2020, 156 festivals ont signé la charte dont le festival international du film de Locarno, la Berlinale, la Mostra de Venise, le festival du film de Sydney et le Festival du film d'animation d'Annecy,,,. Pour la productrice Sandrine Brauer, « La signature de cette charte a permis d'aider les festivals à prendre conscience de l'entre-soi qui règne en leur sein et de prendre des mesures ».

### Charte pour l’inclusion dans le cinéma et l’audiovisuel

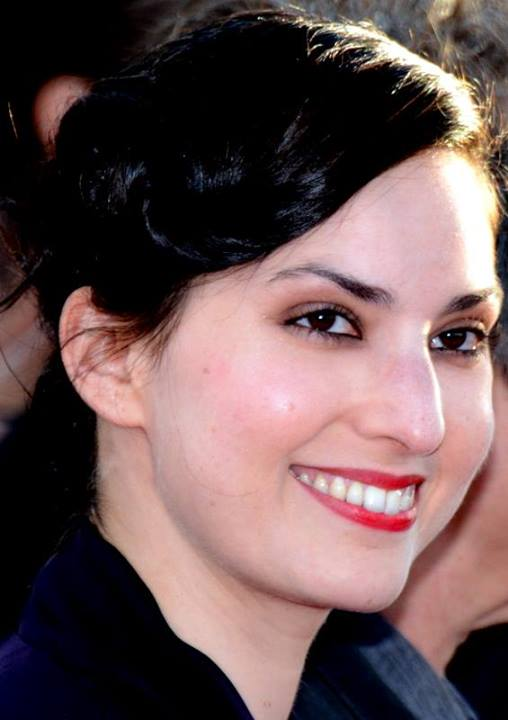
La réalisatrice Rebecca Zlotowski, présidente de la Société des réalisateurs de films et membre du Collectif 50/50.

La charte est proposée à la signature aux associations et syndicats de directeurs de casting, réalisateurs, agents d’artistes, scénaristes et producteurs. Les signataires s'engagent à favoriser la diversité de la société française au travers d’actions concrètes à tous les stades de la production cinématographique et audiovisuelle. Elle est inspirée par l'inclusion rider, une clause contractuelle qui permet aux acteurs d’exiger un certain niveau de diversité sur un tournage,.
Présentée à l'occasion des secondes Assises pour la parité, l'égalité et la diversité en novembre 2019, la charte a été signée par les principales organisations professionnelles, : 
- Association des directeurs de production (ADP)
- Association des responsables de distribution artistique (ARDA)
- Scénaristes de cinéma associés (SCA)
- Société des auteurs et compositeurs dramatiques (SACD)
- Société des réalisateurs de films (SRF)
- Syndicat des producteurs indépendants (SPI)
- Syndicat français des agents artistiques et littéraires (SFAAL)
- Union des producteurs de cinéma (UPC)
- Union syndicale de la production audiovisuelle (USPA)

### Charte pour la parité et la diversité dans les sociétés d'édition-distribution de films et d'exploitation cinématographique
Elle est proposée aux entreprises d’édition-distribution de films et d’exploitation cinématographique. En la signant, elles s’engagent à promouvoir la parité et la diversité dans la diffusion cinématographique et au sein de leurs équipes. Elles doivent fournir des statistiques genrées sur les films et la structure du personnel, favoriser la diffusion des films réalisés par des femmes et lutter entre autres contre les stéréotypes.
Présentée lors des secondes assises en novembre 2019, la charte a été signée par une quarantaine d'entreprises dont Carlotta Films, Haut et Court, Jour2Fête ou encore Pyramide Distribution,.

## Les études
Le collectif 50/50, qui souhaite « mener la bataille des chiffres comme levier de la prise de conscience et de la visibilité des enjeux mais aussi comme support des chantiers de réflexion à mener » publie régulièrement des études chiffrées.

### La parité derrière la caméra
La première étude réalisée par le collectif s’intéresse à la parité entre les réalisateurs et les réalisatrices entre 2006 et 2016. Elle révèle notamment que sur cette période, seulement 23 % des personnes ayant réalisé au moins un film sont des femmes et qu’un film sur cinq est réalisé par une femme. D’autre part, le budget moyen des films de fictions réalisés par des femmes est inférieur de 36 % à celui de ceux réalisés par des hommes.

### 1976-2017 – Les César

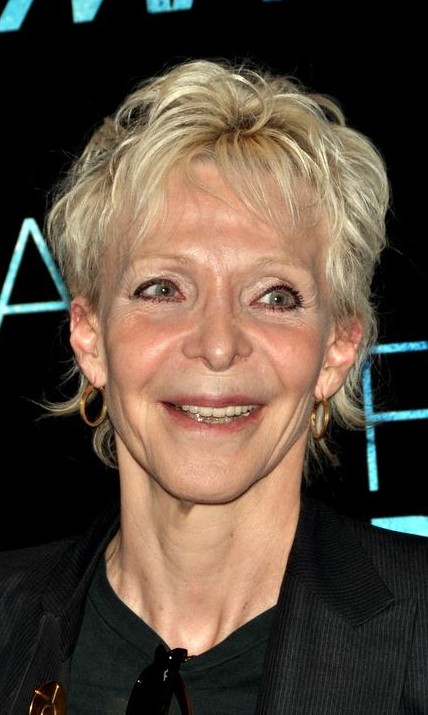
Tonie Marshall, unique réalisatrice à avoir reçu le César de la meilleure réalisation (à l'époque) et membre du collectif.

Publiée à l’occasion des César du cinéma 2018, cette étude observe l’ensemble des nommées et césarisées sur les 42 dernières éditions des César. Elle révèle notamment que 81 % des nommés sont des hommes et que seulement 10 % de femmes nommées l'ont été pour le César de la meilleure réalisation. Tonie Marshall est la seule à avoir été récompensée dans cette catégorie,.

### 1946-2018 – Le Festival de Cannes
Cette étude comparée sur la place des femmes dans la compétition du Festival de Cannes dans les autres grands festivals internationaux de cinéma a été présentée lors de sa 72e édition. Elle met en lumière l'écart entre les femmes et les hommes, que ce soit dans la programmation, les récompenses, les présidences et les organes de direction,,.

### Le cinéma d'animation
Présentée le 10 juin 2019 lors des troisièmes Rencontres internationales des femmes dans l’animation, en ouverture du Festival international du film d'animation d'Annecy et son Marché (Mifa), cette étude interroge sur la place des femmes dans le cinéma d'animation,.

### Les festivals signataires de la charte
Un an après la première signature de la charte pour la parité et la diversité dans les festivals de cinéma à Cannes 2018, cette étude dresse un premier bilan sur la répartition géographique des signataires et la composition des comités de sélection et les organes de direction,. Sur les 112 festivals engagés, 93 sont situés en Europe. Les femmes y occupent 38 % des postes de direction artistique, 56 % des comités de sélection et 42 % des comités de direction. Toutefois, ces chiffres ne sont représentatifs que d'une trentaine de festivals ayant transmis leur composition.

### Les critiques de films en Europe
Présentée à la Berlinale 2019, cette étude analyse les critiques de films dans sept pays européens en 2018 et 2019 : l'Allemagne, le Danemark, l'Italie, l'Espagne, la France, la Pologne et la Suède. Alors que les femmes représentent quasiment la moitié des journalistes français, elles ne sont que 37% à critiquer des films.

### Le test de Bechdel
Publiée à l’occasion des assises 2020, cette étude passe au crible du test de Bechdel les 49 films les mieux financés en 2019. Celui-ci vise à mettre en évidence la surreprésentation des protagonistes masculins ou la sous-représentation de personnages féminins dans une œuvre de fiction. Pour le réussir, les films doivent répondre à trois conditions : avoir au moins deux femmes nommées (nom/prénom) dans l’œuvre, qui parlent ensemble, à propos de quelque chose qui est sans rapport avec un homme.
L’étude révèle que sur les 44 films qui ont pu être analysés, 23 échouent au test.

### Inclusion dans le cinéma et l’audiovisuel
Dans cette étude publiée en 2020, le Collectif 50/50 présente les résultats de six initiatives étrangères contribuant à l’augmentation de la diversité et à l’inclusion dans l’industrie cinématographique et audiovisuelle de leur pays respectif.

## Les Assises pour la parité, l'égalité et la diversité

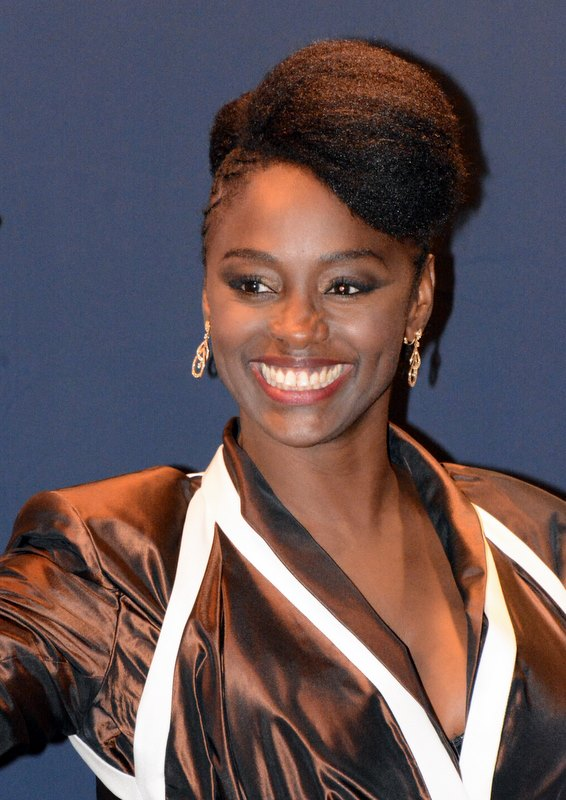
L'actrice Aïssa Maïga.

Le collectif 50/50 organise depuis 2018 à Paris les Assises pour la parité, l'égalité et la diversité avec le Centre national du cinéma et de l'image animée (CNC) et le Ministère de la Culture.

### Première édition (2018)
La première édition s'est déroulée du 18 au 20 septembre 2018 avec deux matinées d’ateliers et table ronde. En clôture, la ministre de la Culture, Françoise Nyssen, a annoncé six mesures concrètes pour favoriser l'égalité entre les femmes et les hommes dans le cinéma. La plus marquante est la création d’un bonus de 15 % d’aides accordées par le CNC aux productions dont les huit postes principaux respecteront la parité,. Pour Frédérique Bredin, présidente du CNC, « ce bonus doit être un levier, il doit permettre d’accélérer le changement pour atteindre le plus rapidement possible la parité dans le cinéma. »
Les autres mesures visent à « genrer » les études du CNC et rendre obligatoires les statistiques de genre dans les dossiers d’agrément des films ; à créer une « charte des bonnes pratiques en faveur de l’égalité » et à la décliner dans les conventions entre le CNC et les régions ; à augmenter la part des films de femmes dans les programmes de restauration et de numérisation ; à renforcer la présence des films de femmes dans les programmes d’éducation à l’image et la formation des enseignants.

### Deuxième édition (2019)
La seconde édition s'est déroulée le 14 novembre 2019, sur fond d'affaires Adèle Haenel et Roman Polanski, avec trois tables rondes « Inclusion », « Audiovisuel » et « Distribution-exploitation ».
L’un des temps forts a été la signature de la « Charte pour l’inclusion dans le cinéma et l’audiovisuel » par plusieurs membres de la profession dont les associations et syndicats de producteurs, distributeurs et auteurs. Le collectif a également présenté et publié la Bible 50/50, annuaire de professionnels susceptibles d’être discriminés. Delphine Ernotte, présidente de France Télévisions a annoncé l’instauration de quotas de réalisatrices, d’une clause de diversité contractuelle pour l’ensemble des productions du groupe dès 2020 et la nomination systématique sur les tournages d’un « référent harcèlement sexuel »,.

### Troisième édition (2020)

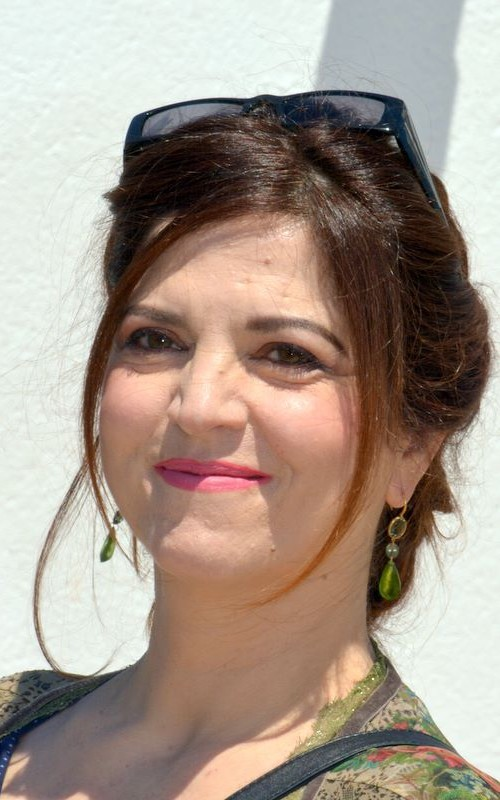
L'actrice Agnès Jaoui a partagé son expérience lors des troisièmes assises.

Organisées dans le contexte du second confinement de la population lié à la pandémie de Covid-19, les assises 2020 se sont déroulées les 25 et 26 novembre au Théâtre de la Porte Saint-Martin à Paris et diffusées en ligne.
Le discours de la comédienne et cinéaste Agnès Jaoui a particulièrement été remarqué et relayé,,.

### Cinquième édition (2023)
L'affaire Gérard Depardieu s'impose dans les échanges lors de cette édition ouverte, pour la première fois, au public. Il est annoncé l'ouverture d’une formation aux violences sexistes et sexuelles sur les tournages.

## États généraux contre le harcèlement et les violences sexuelles
Pour un article plus général, voir Violences sexuelles et sexistes dans le cinéma français.
Le Collectif 50/50 a organisé les premiers États généraux contre le harcèlement et les violences sexuelles, 4 mars 2020 à la Fémis. L'événement avait été appelé par la Société des réalisateurs de films, de plusieurs organisations d’auteurs et du collectif lors des secondes assises,,.

## La Bible 50/50
Le Collectif 50/50 propose, depuis 2019, un annuaire des professionnels du cinéma et de l'audiovisuel, la Bible 50/50, afin de lister les profils trop peu visibles. Lors de sa mise en ligne, la productrice Laurence Lascary déclare : « On ne pourra plus prétendre qu’on ne savait pas où les recruter. »
Le projet prend un nouvel essor l'année suivante avec l'engagement de France Télévisions, des sociétés de producteurs membres du SPI et de l’USPA de s'y référer pour trouver les talents et de la SACD, de l'association Pour les femmes dans les médias (PFDM), du Groupe 25 Images et du Collectif 50/50 d'inciter leurs adhérents à s'y inscrire.

## Le livre blancTou·te·s acteur·rice·s du changement
Publié à l’occasion des troisièmes assises, le livre blanc « pour la prévention et la lutte contre le harcèlement sexuel & les violences sexistes et sexuelles dans l’audiovisuel et le cinéma » est une boîte à outils à l'usage de la profession,. Il est « pensé comme une aide concrète destinée à tou·te·s les professionnel·le·s du cinéma et de l’audiovisuel pour définir, sensibiliser, détecter, réagir » et comprend des chiffres clés, des informations légales ou encore des modèles de courriers.
Il est réalisé en partenariat avec la mission Égalité, diversité et prévention des discriminations auprès du secrétariat général du ministère de la Culture.

## Programme de mentorat
Le 8 mars 2021, le collectif lance un programme de mentorat avec la société Netflix pour permettre à 200 jeunes de faire leurs premiers pas dans le monde du cinéma et de la production audiovisuelle,,.

## Membres notoires
En fin d'année 2019, le collectif compte 1 500 signataires, liés à la création et à l’industrie du cinéma français. Parmi les plus célèbres :
- Jacques Audiard, réalisateur, scénariste et ancien monteur[18]
- Anne Berest, romancière et scénariste[80]
- Bertrand Bonello, réalisateur, scénariste et compositeur[7]
- Sandrine Brauer, productrice[81]
- Iris Brey, journaliste, autrice, et critique de cinéma[82]
- Catherine Corsini, actrice, réalisatrice et scénariste[83]
- Pierre Deladonchamps, acteur[19]
- Alice Diop, autrice et réalisatrice[84]
- Marina Foïs, actrice[85]
- Adèle Haenel, actrice[86]
- Agnès Jaoui, actrice, scénariste, réalisatrice et chanteuse[87]
- Laurence Lascary, productrice[19]
- Marie-Ange Luciani, productrice[88]
- Aïssa Maïga, actrice et co-autrice du livre Noire n'est pas mon métier[89]
- Léa Seydoux, actrice[4]
- Tonie Marshall, actrice[90]
- Céline Sciamma, scénariste et réalisatrice[19]
- Élisabeth Tanner, agente d'artistes[6]
- Rebecca Zlotowski, agrégée de lettres, scénariste et réalisatrice[72]
- Valérie Donzelli, actrice et réalisatrice[réf. nécessaire]

## Filmographie
- 2019 : Cinéma, au féminin pluri(elles) de Patrick Fabre, diffusé sur Canal+[91],[92]
- 2020 : Pygmalionnes, de Quentin Delcourt[6]

## Distinction
- 2019 : 26e Trophées du Film français : personnalité de l’année 2018[93],[94]